# Castel di Lama
Castel di Lama là một đô thị ở tỉnh Ascoli Piceno ở vùng Marche, khoảng 80 km về phía nam của Ancona và khoảng 10 km east of Ascoli Piceno. Tại thời điểm ngày 31 tháng 12 năm 2004, đô thị này có dân số 7.568 người và diện tích 11.0 km².
Đô thị Castel di Lama bao gồm các frazioni (các đơn vị trực thuộc, chủ yếu là thôn làng) Villa S. Antonio, Villa Chiarinivà Villa Cese.
Castel di Lama giáp các đô thị: Appignano del Tronto, Ascoli Piceno, Castorano, Offida.